# Armoriale dei comuni della città metropolitana di Napoli
Questa pagina contiene le armi (stemmi e blasonature) dei comuni della città metropolitana di Napoli.
| Stemma                                                                           | Comune e blasonatura | Gonfalone e/o bandiera |
| -------------------------------------------------------------------------------- | --- | ---------------------- |
|                                                                                  | Acerra D'azzurro, al giglio fiorentino d'argento, sormontato da una corona ducale, con una stella d'oro nel campo. D.P.R. dell'8 dicembre 1951 Gonfalone: drappo di azzurro… |                        |
|                                                                                  | Afragola D'oro, alla mano di carnagione, impugnante 4 fragole fruttate di rosso, fogliate di verde. Decreto del 28 marzo 1945 Gonfalone: drappo partito di giallo e di rosso, riccamente ornato di ricami d'oro e caricato dallo stemma civico con l'iscrizione centrata d'oro, recante la denominazione della Città. |                        |
|                                                                                  | Agerola Di azzurro, all'albero di castagno, di verde, fruttato di tre, d'oro, fustato al naturale, nodrito nella montagna di verde, fondata in punta, essa montagna con i declivi interamente visibili, unita a due altre montagne, dello stesso, fondate in punta, la montagna a destra con il declivio di sinistra parzialmente celato dalla montagna centrale, la montagna a sinistra con il declivio a destra parzialmente celato dalla montagna centrale. Ornamenti esteriori da Comune. Gonfalone: drappo di giallo con la bordatura di azzurro… |                        |
|                                                                                  | Anacapri Di rosso, alla capra saliente su una scala posta su sbarra, il tutto al naturale e gli ornamenti esteriori sono da comune. D.P.C.M. del 1º dicembre 1953 Gonfalone: drappo di colore azzurro, riccamente ornato di ricami d'argento e caricato dello stemma civico, con l'iscrizione centrata in argento: Comune di Anacapri. Le parti di metallo ed i cordoni sono argentati. L'asta verticale è ricoperta di velluto azzurro con bullette argentate poste a spirale. Nella freccia è rappresentato lo stemma del Comune e sul gambo inciso il nome. Cravatta e nastri tricolorati dai colori nazionali frangiati d'argento. |                        |
|                                                                                  | Arzano Scudo bianco all'interno del quale sono affastellati tre rami di canapa di colore verde annodati tra loro da un nastro rosso. Gonfalone: drappo bianco damascato terminante a tre punte con frangia dorata e attraversato longitudinalmente da fascia verde portante al centro lo stemma comunale. Sopra lo scudo è posta la scritta a semicerchio con lettere in nero stampate COMUNE DI ARZANO. |                        |
| Stemma precedentemente in uso sul gonfalone                                      | Bacoli Semipartito troncato: il 1º, di azzurro, alla lettera maiuscola B, d'oro; il 2º, di rosso, alle cinque stelle di otto raggi, poste due, una, due, d'oro; il 3º, di cielo, alla imbarcazione all'antica, d'oro, con la vela quadra, di rosso, e l'albero di nero, essa imbarcazione vogante sul mare di azzurro, mareggiato di argento, accompagnata nel canton destro del capo dalla colomba volante, dello stesso. Ornamenti esteriori da Città D.P.R. del 28 marzo 2007 Blasone dello stemma precedentemente in uso: Lo Stemma del Comune di Bacoli è costituito dall'assemblaggio di quattro diverse immagini, ciascuna raffigurante una delle quattro frazioni storiche di Bacoli, Baia, Cuma e Miseno, rispettivamente stilizzate con Ercole, con in mano una clava, affiancato da un bue; con il Tempio di Venere; con l'antro della Sibilla e con una lapide su cui sono poggiati il corno e la pagaia appartenuti a Miseno Gonfalone: drappo di bianco con la bordatura di azzurro, riccamente ornato di ricami di oro e caricato dallo stemma sopra descritto con la iscrizione centrata in oro recante la denominazione della Città. Le parti di metallo ed i cordoni saranno dorati. L'asta verticale sarà ricoperta di velluto dei colori del drappo, alternati, con bullette dorate poste a spirale. Nella freccia sarà rappresentato lo stemma del Comune e sul gambo inciso il nome. Cravatta con nastri tricolorati dai colori nazionali frangiati d'oro. |                        |
|                                                                                  | Barano d'Ischia |                        |
|                                                                                  | Boscoreale Arma d'azzurro al pino uscente dal terreno erboso con il Vesuvio a due cime, quella di destra fumante, il tutto al naturale, in capo una stella d'oro a cinque punte. Corona: un cerchio di mura di oro, aperto da quattro porte (tre visibili) uniti da muriccioli d'argento. Scudo: di forma accartocciata. Gonfalone: drappo quadrangolare di un metro per due, di colore rosso, sospeso mediante un bilico mobile ad asta ricoperta di velluto dello stesso colore con bullette poste a spirale e terminata in punta da una freccia. |                        |
|                                                                                  | Boscotrecase Gonfalone: drappo di azzurro… |                        |
|                                                                                  | Brusciano Di rosso, dal giglio d'oro, attraversante un filetto in banda abbassata di nero, accompagnato in capo da tre stelle, raggiate di sei, ordinate in fascia, ed una punta da tre monti all'italiana, uniti, fondati nella medesima, il tutto d'argento. Gonfalone: drappo di bianco… |                        |
|                                                                                  | Caivano Inquartato: il 1º e il 4º, di verde; il 2º e il 3º, d'oro. Ornamenti esteriori da Comune. Gonfalone: drappo di giallo bordato di verde… D.P.R. del 24 maggio 2005 |                        |
|                                                                                  | Calvizzano Di verde, ad uno scudetto barocco d'argento, caricato di una testa calva rivolta di profilo, al naturale. D.C.G. del 9 maggio 1930 Gonfalone: drappo a tre bande verticali, due di colore verde ai lati e quella centrale bianca |                        |
|                                                                                  | Camposano Di verde alla campana d'oro. Ornamenti esteriori da Comune. D.P.C.M. del 19 gennaio 1976 Gonfalone: drappo partito di bianco e di giallo… |                        |
|                                                                                  | Capri D'argento, alla figura di San Costanzo, benedicente, vestito alla bizantina, con sopravveste di verde cupo ed aureola, avente nella mano sinistra un pastorale d'oro. D.P.R. del 28 gennaio 1938 Gonfalone: drappo troncato di bianco e di verde… |                        |
|                                                                                  | Carbonara di Nola Gonfalone: drappo di rosso… |                        |
|                                                                                  | Cardito Gonfalone: drappo di rosso… |                        |
|                                                                                  | Casalnuovo di Napoli Spaccato: nel primo, al campo di cielo, all'acquedotto romano a cinque punte arcate al naturale (colore cotto); nel secondo, di verde, all'aratro al naturale, con il capo d'azzurro. Gonfalone: drappo di azzurro e di verde riccamente ornato di ricami di argento e caricato dello stemma comunale. |                        |
|                                                                                  | Casamarciano Arma d'argento con casa rossa, riportate nel cantone di destra un grappolo d'uva nero con due foglie verdi ed in quello di sinistra un ramoscello di nocciolo con due foglie verdi, in basso un ramo di ulivo in fascia. Gonfalone: drappo diviso in verde e rosso… |                        |
|                                                                                  | Casamicciola Terme Lo stemma rappresenta una donna che bagna i piedi nelle acque di un ruscello, con a fianco un vaso di terracotta e sullo sfondo tre colli. Gonfalone: drappo di azzurro… |                        |
|                                                                                  | Casandrino Troncato: nel primo, d'azzurro al cavallo imbizzarrito d'argento uscente dalla partizione, nel secondo scaccato di nero e d'argento di dodici pezzi. Gonfalone: drappo di bianco… |                        |
|                                                                                  | Casavatore Di rosso, all'agnello di bianco, coricato sulla campagna verde, munito della banderuola d'argento bifida, caricata della croce di rosso, l'asta d'argento posta in sbarra al capo d'oro. Ornamenti esteriori del Comune. D.P.R. del 20 giugno 1984 Gonfalone: drappo di verde riccamente ornato di ricami d'argento e caricato dello stemma con la iscrizione centrata in argento: Comune di Casavatore. |                        |
| Stemma precedentemente in uso                                                    | Casola di Napoli Di azzurro, alla casa vista in prospettiva, la facciata a destra, di argento, coperta di rosso, chiusa e finestrata di nero, una finestra in facciata, due in fascia sul fianco, fondata sulla pianura di verde, essa casa accompagnata a destra dalla vite al naturale, fruttata di due, di porpora, pampinosa di tre, di verde, nodrita nella pianura, accollata al palo di nero, e a sinistra dal sole d'oro, posto all'altezza del tetto; il tutto sormontato da tre filetti in fascia, d'oro, alternati da tre lettere maiuscole L, dello stesso, poste due, una. Ornamenti esteriori da Comune. D.P.R. del 2 agosto 2007 Gonfalone: drappo di rosso… |                        |
|                                                                                  | Casoria Di azzurro, alla casa d'oro, chiusa di nero, terrazzata di verde. Segni esterni del Comune. Gonfalone: drappo di azzurro… |                        |
|                                                                                  | Castellammare di Stabia È caratterizzato da: torre torricellata, emergente sul mare; l'immagine della Beata Vergine con il Bambino sulle ginocchia, che sormonta la torre, seduta sopra le nuvole; la corona di nove punte; il motto Post Fata Resurgo. D.P.C.M. del 22 maggio 1906 Gonfalone: drappo troncato di giallo e di azzurro… |                        |
|                                                                                  | Castello di Cisterna D'oro, alla torre di due palchi, di azzurro chiusa dallo stesso, murata di nero, il palco inferiore privo di merli, quello superiore merlato di tre alla guelfa, accostata da due pioppi di verde, il tutto fondato e inserito nella parte mediana della pianura verde. D.P.R. del 6 agosto 1988 Gonfalone: drappo di azzurro riccamente ornato di ricami d'argento e caricato dello stesso sopra descritto con la iscrizione centrata in argento, recante la denominazione del Comuni, le parti di metallo e i cordoni argentati. Ornamenti esteriori da Comune. L'asta verticale ricoperta di velluto azzurro, con le bullette argentate poste a spirale. Nella freccia è rappresentato lo stemma del Comune e sul gambo il nome. Cravatta con nastri tricolorati dai colori nazionali frangiati d'argento. |                        |
|                                                                                  | Cercola |                        |
|                                                                                  | Cicciano Di azzurro al braccio destro scorciato di carnagione, movente da sinistra, stringente nel pugno un pomo d'oro; al capo abbassato di Malta che è di rosso alla croce d'argento. (Capo del Littorio). Ornamenti esteriori da Comune. D.C.G. del 22 agosto 1941 Gonfalone: drappo partito di rosso e di azzurro… D.P.R. del 20 settembre 1977 |                        |
|                                                                                  | Cimitile |                        |
|                                                                                  | Comiziano Inquartato: nel primo di colore argento e banda di azzurro, caricata dal giglio d'argento, posto a piombo, e accompagnata in capo dal lambello di rosso di tre gocce, e in punta dal leone, dello stesso; nel secondo di colore azzurro, alla stella di sedici raggi d'argento; nel terzo di colore rosso, al grappolo d'uva, munito di tralcio e pampinoso di due, il tutto d'oro; nel quarto di colore argento, al ramoscello di nocciolo, posto in banda, fogliato di sette, tre per parte e una in cima, di verde, fruttato di dieci avellane in cinque coppie, due per parte e una in cima, d'oro. Ornamenti esteriori da Comune. D.P.R. del 3 gennaio 1989 Gonfalone: drappo partito di azzurro e di bianco riccamente ornato di ricami d'argento e caricato dallo stemma sopra descritto con l'iscrizione centrata in argento recante la denominazione del Comune. Le parti di metallo e i cordoni saranno argentati. L'asta verticale sarà ricoperta di velluto dei colori del drappo, alternati, con bullette argentate poste a spirale. Nella freccia sarà rappresentato lo stemma del Comune e sul gambo inciso il nome. Cravatta con nastri tricolorati dai colori nazionali frangiati d'argento. |                        |
|                                                                                  | Crispano |                        |
|                                                                                  | Ercolano D'azzurro all'effigie di Ercole Farnese d'argento con la spoglia del leone d'oro. D.P.R. dell'8 aprile 1999 Gonfalone: drappo di bianco… |                        |
|                                                                                  | Forio Rosa su tre monti in campo azzurro sormontata da corona ornata da pietre preziose. Gonfalone: drappo di m2 1,61 di colore verde nella parte inferiore e sabbia nella parte superiore. Riporta lo stemma del Comune racchiuso in un ricamo dorato sul quale sovrasta la scritta "Comune di" ed alla base "Forio". Termina con merlatura arricchita da frangia dorata. |                        |
|                                                                                  | Frattamaggiore D'oro, al cinghiale passante sulla campagna erbosa e caricata di erboscelli (fratte), il tutto al naturale, sormontato da tre tau di rosso, ordinati in fascia nel capo; colla bardatura composta di oro e di rosso. Lo scudo sarà sormontato da un cerchio di muro aperto di quattro porte e quattro finestre semicircolari, sostenente otto torri merlate, il tutto d'oro; e con cimiero di un capo e collo di rinoceronte, ornato di argento, e posto fra due rami, a destra di alloro, a sinistra di quercia, fruttati di oro, divergenti e decussati sotto la punta dello scudo stesso. Gonfalone: drappo di azzurro… |                        |
|                                                                                  | Frattaminore Albero di pino secolare sul cui fusto è cinto un serpente sormontato da corona nobiliare, tutto fregiato in basso con due rami uniti fra loro da nastro rosso. Gonfalone: drappo di azzurro… |                        |
|                                                                                  | Giugliano in Campania D'azzurro, alla figura di donna vestita d'azzurro e di giallo, il volto, le braccia ed i piedi di carnagione, dormente sdraiata verso la sinistra dello scudo, colla testa appoggiata sul braccio destro sopra un prato verdeggiante, fiorito di gigli da giardino, in riva ad un fiume d'argento ondato di verde scorrente dalla punta dello scudo. R.D. del 26 luglio 1876 Gonfalone: drappo di colore azzurro, riccamente ornato di ricami d'oro e caricato dello stemma civico con l'iscrizione centrale in oro: Città di Giugliano in Campania. Le parti in metallo ed i cordoni sono dorati. L'asta è ricoperta di velluto azzurro con bullette dorate poste a spirale. Nella freccia è rappresentato lo stemma della Città e sul gambo inciso il nome. Cravatta e nastri tricolorati dai colori nazionali frangiati in oro. D.P.R. del 26 settembre 1954 Gonfalone in uso: drappo troncato di azzurro e di giallo… | Gonfalone in uso       |
|                                                                                  | Gragnano Diviso in due parti; nella prima, campo di cielo con torre accostata ad un cipresso, a sua volta terrazzato su una campagna di verde, il tutto al naturale: nella seconda, fondo con mano destra vestita da polsino bianco, che impugna cinque spighe di grano con relativi steli. Lo stemma è circondato da due rami di vite con sei grappoli d'uva ed i rami sono annodati da un nastrino azzurro. Lo stemma, sovrastato da una corona aurea, è proiettato in un fondale ovale nero. |                        |
|                                                                                  | Grumo Nevano Una strada che tende all'orizzonte, costeggiata da filari di alberi da frutta |                        |
| Stemma precedentemente in uso malgrado non sia mai stato ufficialmente approvato | Ischia Campo di cielo, al monte all'italiana di quindici colli, posti cinque, quattro, tre, due, uno, fondato in punta, d'oro, sormontato dalla corona all'antica di cinque punte visibili, dello stesso. Sotto lo scudo, su lista bifida e svolazzante di cielo, il motto, in lettere maiuscole di nero, Iscla Fidelitatis Aeternae. Ornamenti esteriori di città. D.P.R. del 18 gennaio 2006 Gonfalone: drappo di giallo con bordatura di azzurro… |                        |
|                                                                                  | Lacco Ameno Lo stemma rappresenta Santa Restituta. |                        |
|                                                                                  | Lettere Scudo sormontato da una corona, con la scritta "L.L.L". Gonfalone: Drappo di azzurro… |                        |
|                                                                                  | Liveri D'oro, alla campana di bronzo al naturale, cimata dal corvo di nero, imbeccato d'oro; al capo di azzurro, caricato dalla scritta, in lettere maiuscole d'oro, Civitas Mariae. Ornamenti esteriori da Comune. Gonfalone: drappo di azzurro… D.P.R. del 5 febbraio 2005 |                        |
|                                                                                  | Marano di Napoli Un campo azzurro con al centro uno scudo ed un tiglio, recante alla base un putto alato, che poggia i piedi su un prato verde; lo scudo è sormontato da una corona di torri civiche e percorso nei due lati sottostanti lo scudo da un ramo di ulivo, ed uno di quercia, annodati in basso con fiocchi e nastro in oro. |                        |
|                                                                                  | Mariglianella |                        |
|                                                                                  | Marigliano D'azzurro, alla torre di sasso, murata di nero, chiusa di bronzo, fondata sulla pianura erbosa, il tutto al naturale, torricellata di tre pezzi alla guelfa, ciascuna torricella merlata di tre pezzi alla guelfa, quello di mezzo più alto e sormontato di tre stelle di sei raggi, d'oro, ordinate in fascia. R.D. del 16 gennaio 1896 Gonfalone: drappo di azzurro… |                        |
|                                                                                  | Massa di Somma Troncato: nel 1º di azzurro, al campanile della chiesa della Beata Vergine Assunta in Massa di Somma, d'oro, aperto del campo, finestrato di due in palo, dello stesso, sostenuto dai blocco di lava di nero, fondato sulla linea di partizione, di forma approssimativamente trapezoidale, esso campanile accollato dalla vite di verde, nodrita centralmente nei blocco di lava, pampinosa dì tre di verde, un pampino a sinistra, due a destra, fruttato di tre grappoli d'uva, d'oro, due a sinistra, uno a destra; Nel 2º, di rosso, al Monte di Somma di verde, fondato in punta e uscente dai fianchi, sostenente a sinistra la parte superiore del Vesuvio, di argento, esso Vesuvio munito del pennacchio di fumo d'argento, diffuso di fascia si quasi al fianco destro. Sotto lo scudo, su lista bifida e svolazzante di azzurro, il motto, in lettere maiuscole d'oro, Tenaciter Restitui. Ornamenti esteriori da Comune. Gonfalone: drappo di giallo, riccamente ornato, di ricami d'argento. Le parti in metallo ed i cordoni saranno argentati. L'asta verticale sarà ricoperta di velluto giallo, con bullette argenta te poste a spirale. Nella freccia sarà rappresentato lo stemma del comune e sul gambo inciso il nome. Cravatta con nastri tricolori dai colori nazionali frangiati d'argento. |                        |
|                                                                                  | Massa Lubrense D'argento, alla figura della Beata Vergine Maria, di carnagione, movente dalla punta, col vestito di rosso, bordato d'oro, col manto di azzurro bordato d'oro coprente il capo e il corpo, aureolata d'oro, coronata alla bizantina dello stesso, accompagnata all'altezza del capo da due piccoli angeli di carnagione, vestiti d'azzurro, con le ali d'azzurro e le braccia protese verso la corona della Beata Vergine, sostenente il Divino Fanciullo, di carnagione col vestito di bianco, al naturale, bordato d'oro, aureolato e coronato alla bizantina d'oro, benedicente con la mano destra, impugnante una crocetta pure d'oro con la mano sinistra appoggiata sull'emisfero fondato in punta, d'argento e di verde. Ornamenti esteriori da comune. Gonfalone: drappo d'azzurro riccamente ornato di ricami d'argento e caricato dello stemma con la iscrizione centrata in argento recante la denominazione del comune. DPR del 19 luglio 1986 |                        |
|                                                                                  | Melito di Napoli |                        |
|                                                                                  | Meta In alto centralmente è posta una caravella (tipo brigantino) a due alberi dalle vele spiegate veleggianti su di un mare color smeraldo; sulla vela del pennone di trinchetto è incisa la croce di Santo Stefano color rosso, sull'albero di parocchetto vi è una bandiera color rosso, sul basso trevo dell'albero di maestra vi sono in un oculo le lettere "IHS", nel centro, sull'antennale della trinchettina appare un'altra bandiera spiegata al vento. Al di sotto della caravella è posta di sghembo un'ancora con ceppo, con maniglione di cicala ad anello, mentre un caduceo (di mercurio quale simbolo del commercio) anch'esso di sghembo lo intreccia a formare la croce di Sant'Andrea verso la punta dello scudo. I segni esterni del comune sono costituiti da una corona di alloro che circonda lo stemma; nella parte alta è posta una corona con tre torri. Gonfalone: drappo di azzurro… |                        |
|                                                                                  | Monte di Procida Lo stemma, in forma ovoidale, è racchiuso in una cornice sormontata da una corona e raffigura in primo piano un'ancora che, nella parte superiore, tocca dei tralci di vite con grappoli d'uva. Sotto la vite, dietro l'ancora, è raffigurato, nella parte superiore, il cielo con alcune nubi bianche e, nella parte inferiore, il mare. Al centro dello stemma, al confluire del cielo col mare, è raffigurato un veliero e sullo sfondo un paesaggio di terraferma. Gonfalone: drappo di azzurro… |                        |
|                                                                                  | Mugnano di Napoli D'azzurro, al tralcio di vite posto in banda abbassata sul fianco sinistro dello scudo, pampinoso di sei e fruttato di quattro, il tutto d'oro, sormontato da uno stiletto d'argento posto in palo manicato d'oro, ornamenti esteriori da Comune. Gonfalone: drappo troncato, di giallo e d'azzurro, riccamente ornato di ricami d'argento e caricato dello stemma sopra descritto con la iscrizione centrata in argento: Comune di Mugnano di Napoli. Le parti di metallo ed i cordoni saranno argentati. L'asta verticale sarà ricoperta di velluto dei colori del drappo, alternati con bullette argentate poste a spirale. Nella freccia sarà rappresentato lo Stemma del Comune e sul gambo inciso il nome. Cravatta e nastri tricolori dai colori nazionali frangiati d'argento. |                        |
| Versione senza ornamenti e usata sul gonfalone                                   | Napoli Troncato d'oro e di rosso. Decreto del 13 gennaio 1941 Gonfalone: Troncato d'oro e di rosso, caricato dello stemma civico, con l'iscrizione in oro "Comune di Napoli". |                        |
|                                                                                  | Nola D'oro, all'aquila bicipite di nero, armata del campo e linguata di rosso, sormontata dalla corona pure d'oro e chiuso di rosso; accollate lo scudetto d'azzurro alla campana d'oro accompagnata da cinque cicale volanti, due in capo e tre in punta, il tutto d'oro Gonfalone: Di colore azzurro e reca al centro lo stemma di cui al comma precedente ed in basso la scritta in oro dittante "S.P.Q.N.". Il gonfalone si completa con il nastro tricolore (verde, bianco e rosso) annodato al di sotto del puntale |                        |
|                                                                                  | Ottaviano D'azzurro, alla quercia di verde, fustata e sradicata al naturale, ghiandifera di nove, di rosso. Ornamenti esteriori da Comune. D.P.R. del 19 settembre 2012 Gonfalone: drappo partito di rosso e di azzurro, riccamente ornato di ricami d’argento e caricato dallo stemma sopra descritto con la iscrizione centrata in argento, recante la denominazione del Comune. Le parti di metallo ed i cordoni argentati. L’asta verticale ricoperta di velluto dei colori del drappo, alternati,con bullette argentate poste a spirale. Nella freccia sarà rappresentato lo stemma del Comune e sul gambo inciso il nome. Cravatta con nastri tricolorati dai colori nazionali frangiati d'argento. |                        |
|                                                                                  | Palma Campania Di rosso, alla torre di tre palchi, d'oro, il palco inferiore e quello mediano privi di merli, il palco superiore merlato alla guelfa di tre, essa torre chiusa di azzurro, finestrata di cinque dello stesso, due finestre ordinate in fascia nei palchi inferiore e mediano, una nel palco superiore, essa torre accostata nei fianchi da due rami di palmizio, uno e uno, posti in palo, di verde. Ornamenti esteriori da Comune.o, di verde. Ornamenti esteriori da Comune. D.P.R. del 29 ottobre 2012 Stemma in uso precedentemente: D'oro, al torrione di tre palchi di azzurro: il primo chiuso finestrato di due, una accanto all'altra; il secondo finestrato ugualmente di due, una accanto all'altra; il terzo finestrato di uno merlato di tre alla guelfa; portone finestra e mattonatura di nero; il torrione accostato da due rami di palma, al naturale verde, affrontati. Gonfalone: drappo di azzurro… |                        |
|                                                                                  | Piano di Sorrento Lo stemma del Comune è formato da due cornucopie rovesciate che incrociandosi alla base formano come uno scudo che è sormontato dalla corona del Comune. Dalle due cornucopie simboleggianti una terra fertile e ricca dei beni necessari alla vita umana fuoriescono una quantità di fiori e frutti d'ogni specie che attribuiscono un augurio di prosperità, fertilità e felicità pubblica. Lo scudo troncato in tre punti: cielo, terra, mare, si riporta complessivamente alle caratteristiche del paese che sono le attività agricole, commerciali, marittime, culturali. La parte in alto è occupata dal cielo con la stella polare. La parte centrale è occupata dal mare con la veduta del golfo di Napoli da Punta Scutari fino al Vesuvio col tipico pennacchio (l'antico confine - anno 1808 - del "Piano" andava da Scutari alla Marinella). Sul mare solca una feluca simbolo della marineria che tanta parte ha avuto nella vita del Comune. Gonfalone: drappo di azzurro… |                        |
|                                                                                  | Pimonte D'azzurro a tre monti di verde uscenti dalla punta, quello centrale sostenente un "P" d'oro a caratteri capitali. D.P.R. n. 2276 del 9 agosto 1978 Gonfalone: Drappo di giallo… |                        |
|                                                                                  | Poggiomarino Troncato alla fascia d'argento sulla troncatura; sopra d'azzurro al monte di verde al naturale; sotto di verde alla spiga di grano fruttata e fogliata d'oro, posta in sbarra. Ornamenti esteriori da Comune. Gonfalone: drappo partito di bianco e di giallo, riccamente ornato di ricami d'argento e caricato dello stemma comunale con la iscrizione centrata in argento: COMUNE DI POGGIOMARINO. Le parti di metallo e i cordoni saranno argentati. L'asta verticale sarà ricoperta di velluto dai colori del drappo, alternati, con bullette argentate poste a spirale. Nella freccia sarà rappresentato lo stemma del Comune e sul gambo inciso il nome. Cravatta e nastri tricolorati dai colori nazionali frangiati di argento. |                        |
|                                                                                  | Pollena Trocchia D'argento, a due pioppi terrazzati di verde, riuniti da un tralcio di vite, nascente dalla destra, a tre grappoli d'uva pendenti, il mediano più grande, il tutto al naturale. Gonfalone: drappo di azzurro… |                        |
| Stemma in versione sannitica                                                     | Pomigliano d'Arco Un ramo con due foglie ai lati ed una mela inscritte in una cornice circolare dorata inserita in uno sfondo di colore rosso. Gonfalone: drappo di rosso… |                        |
|                                                                                  | Pompei Troncato, alla fascia diminuita di rosso: nel 1º campo di cielo, al mare procelloso al naturale, sormontato da una croce di legno al naturale col rosario d'argento posto in banda, accompagnata nel canton sinistro del capo da una stella di sei raggi dello stesso; nel 2º campo di cielo, a due colonne di marmo al naturale, con la trabeazione d'argento accollate al Vesuvio al naturale, il tutto movente dalla punta. Decreto del 30 maggio 1929 Gonfalone: drappo di azzurro… |                        |
|                                                                                  | Portici Scudo dorato, sormontato da una corona aurea recante in centro azzurro cupo un'aquila ad ali spiegate, chiuso nella parte inferiore dalle lettere Q.P.A. Gonfalone: drappo di azzurro… |                        |
|                                                                                  | Pozzuoli Uno scudo sannitico, in campo dorato, con angoli superiori arrotolati, sormontato da una corona radiale, contenente sette teste recise di aquile disposte in successione araldica 1,2,1,2,1. Le teste di aquila a colore naturale, coronate all'antica e con lunghe lingue rosse che fuoriescono dal becco, sono rivolte a destra. Su banda superiore a fondo bianco la scritta Puteolorum e su banda inferiore a fondo bianco la scritta Fidelissima Civitas. Gonfalone: drappo di azzurro… |                        |
|                                                                                  | Procida Tre torri emergenti dal mare Gonfalone: Due bande verticali bianco e rosso con al centro lo stemma |                        |
|                                                                                  | Qualiano Consiste in un rettangolo in tre tronconi, in alto è raffigurata una torre merlata. Nel PRIMO troncone con fondo rosso porpora vi sono due rami di quercia e di alloro annodati da un nastro dai colori Nazionali; nel troncone di CENTRO con fondo dorato vi è rappresentata la figura di Santa Chiara che stringe fra le mani un calice con l'Ostia Consacrata; nel troncone di SOTTO con fondo rosso vi è una quaglia al naturale. Il tutto circondato da due rami, uno di quercia ed un altro di alloro, annodati da un nastro di colore rosso. R.D. del 15 ottobre 1935 |                        |
|                                                                                  | Quarto |                        |
|                                                                                  | Roccarainola D'argento a due pegasi di nero controrampanti ad un cuore al naturale movente da tre monti di verde e reggente una fiamma al naturale. Gonfalone: drappo troncato di rosso e di bianco… |                        |
|                                                                                  | San Gennaro Vesuviano |                        |
|                                                                                  | San Giorgio a Cremano |                        |
|                                                                                  | San Giuseppe Vesuviano D'azzurro, alla sbarra d'argento, carica di un giglio di giardino, al naturale, gambuto e fogliato. Motto: Ex flammis orior. R.D. dell'11 maggio 1913 Gonfalone: drappo partito di bianco e di azzurro… |                        |
|                                                                                  | San Paolo Bel Sito |                        |
|                                                                                  | San Sebastiano al Vesuvio Di azzurro, al Vesuvio di verde, uscente dai fianchi e fondato in punta, con la vetta posta a sinistra, innevata di argento, infiammata di rosso, con il monte Somma posto a destra della detta vetta, esso Vesuvio caricato dalla fenice d'oro, linguata di rosso, allumata dello stesso, posta sulla sua immortalità di rosso, questa fondata in punta, la sommità della ala destra della fenice attraversante sull'azzurro. Ornamenti esteriori da Comune. D.P.R. del 22 aprile 1998 Gonfalone: Drappo di giallo… |                        |
|                                                                                  | San Vitaliano Di azzurro, alla effigie di San Vitaliano Vescovo, benedicente, in maestà, posto a sinistra, movente dalla punta, il viso e le mani di carnagione, barbuto di nero, il Santo con la mitria d'oro, rabescata dello stesso, aureolato d'oro, vestito con il camice d'argento e con il piviale dello stesso, ricamato d'oro, foderato di rosso, con la stola d'argento ornata da ricami d'oro, tenente con la mano sinistra il pastorale d'oro, posto in palo, il Santo attraversante la campagna di verde e il campo d'azzurro, accompagnato dal palmizio, nodrito nella campagna a destra, con il tronco al naturale e la chioma di verde. Sotto lo scudo, su lista bifida e svolazzante di azzurro, il motto, in lettere maiuscole di nero, PALMULA PRISTINUM NOMEN MEUM. Ornamenti esteriori da Comune. Gonfalone: drappo di giallo con la bordatura di azzurro… D.P.R. del 7 marzo 2005 |                        |
|                                                                                  | Sant'Agnello Una pergamena, con un sole splendente su tre colli e la scritta Post nubila phoebus. A capo dello stemma vi è una corona turrita con 5 torri. Gonfalone: drappo di colore azzurro… |                        |
|                                                                                  | Sant'Anastasia Campo di cielo, alla vetta del Monte Somma, fondato in punta, sinistrato dalla vetta del Vesuvio fumigante, il tutto al naturale. Gonfalone: drappo di colore verde… |                        |
|                                                                                  | Sant'Antimo D'argento a Sant'Antimo in carnagione, capelli e barba neri, aureolato d'oro, impugnante con la sinistra una croce che viene indicata con la mano destra. Il Santo è vestito con talare, cotta bianca e stola. Gonfalone: drappo azzurro caricato dello stemma civico e ornato di ricchi fregi d'argento. |                        |
|                                                                                  | Sant'Antonio Abate Campo azzurro con bordo dorato indicante un castello medievale. Gonfalone: drappo di azzurro… |                        |
|                                                                                  | Santa Maria la Carità Scudo diviso in due campi di cui quello inferiore, di colore rosso porta raffigurate tre stelle di otto raggi, male ordinate, d'oro; il campo superiore, Capo d'oro, è caricato delle lettere maiuscole S e M, di azzurro. Ornamenti esteriori da Comune. Tale scudo è sormontato da una corona Turrita e nella base inferiore è circondato da un ramo di quercia, a destra, e da un ramo di alloro, a sinistra, uniti, alla base, da un nastro tricolore. Gonfalone: drappo di colore azzurro riccamente ornato di ricami d'argento e caricato dello stemma comunale con l'iscrizione centrata in argento, recante la denominazione "COMUNE DI SANTA MARIA LA CARITÀ". Le parti di metallo ed i cordoni sono argentati. L'asta verticale è ricoperta di velluto azzurro con bullette argentate poste a spirale. Nella freccia sarà rappresentato lo stemma del Comune e sul gambo inciso il nome. Cravatta con nastri tricolorati dai colori nazionali frangiati d'argento. |                        |
|                                                                                  | Saviano |                        |
|                                                                                  | Scisciano Gonfalone: Drappo troncato di verde e di bianco… |                        |
|                                                                                  | Serrara Fontana |                        |
|                                                                                  | Somma Vesuviana |                        |
|                                                                                  | Sorrento Di rosso, a cinque losanghe uguali d'argento accostate e messe in fascia. R.D. del 20 settembre 1928 Gonfalone: Drappo di rosso… |                        |
|                                                                                  | Striano Bandato di argento e di rosso al gallo ardito, d'oro, attraversante. Ornamenti esteriori di Comune. Gonfalone: drappo di giallo… |                        |
|                                                                                  | Terzigno Troncato da una fascia argento: nel 1º d'azzurro, al tralcio di vite al naturale, posto in sbarra, pampinato di uno al naturale, fruttato di uno di rosso, fogliato di uno di verde; nel 2º d'azzurro, al Vesuvio al naturale, eruttante dalla bocca e dai fianchi. Ornamenti esteriori di Comune. Gonfalone: drappo di azzurro a punta… |                        |
|                                                                                  | Torre Annunziata D'azzurro al castello al naturale, aperto di nero, merlato alla guelfa e fiancheggiato da due torri finestrate di nero e parimenti merlato, terrazzato sulla pianura di verde attraversata in palo dalla strada di accesso al naturale. Il tutto sormontato da una stella d'argento a cinque punte. D.C.G. del 28 gennaio 1938 Gonfalone: drappo di azzurro… |                        |
|                                                                                  | Torre del Greco Campo di cielo, alla figura del monte Vesuvio fumigante verso destra, alla torre di due piani, ciascuno merlato, aperta e finestrata, avente sull'arco della porta la cifra romana VIII di nero, terrazzata sopra un viale alberato; la torre attraversante sul tutto, sormontata nel capo da otto stelle d'argento ordinate in alto. Lo stemma è circondato alla base da due rami, uno di quercia e uno di alloro, annodati con nastro riportante il motto Post Fata Resurgo. |                        |
|                                                                                  | Trecase Di rosso, alla quercia affiancata da altre due più piccole al naturale, sulla campagna di verde, sormontate da una torre d'oro. Motto: Sub Vesevo emineo (sotto il Vesuvio cresco con prosperità). Ornamenti esteriori di Comune. Gonfalone: drappo quadrangolare, di un metro per due, di colore d'oro, sospeso mediante un bilico mobile ad un'asta ricoperta di velluto dello stesso colore con bullette poste a spirale, terminata in punta da una freccia. Il drappo è riccamente ornato dall'iscrizione centrale "Comune di Trecase". |                        |
|                                                                                  | Tufino Gonfalone: Drappo partito di azzurro e di rosso… |                        |
|                                                                                  | Vico Equense Un antico torrione merlato da cui si elevano altre tre torri finestrate anch'esse merlate, sovrastate da tre stelle, il tutto poggiato su un lembo di terra bagnato dal mare e contornato rispettivamente al lato sinistro da un ramo d'ulivo ed al lato destro da un ramo di quercia. Al torrione di basamento si accede attraverso una porta a due battenti di cui uno aperto. Lo Stemma è sormontato dalla Corona di Città. Gonfalone: drappo rettangolare grecato di colore azzurro con rappresentazioni e fregi dorati riportanti in alto la scritta "Città di Vico Equense", subito sotto lo stemma sormontato da una corona merlata e dalla corona di città. |                        |
|                                                                                  | Villaricca Fondo azzurro, lupo al naturale su di una pianura di verde, sormontato da tre spighe di grano al naturale, circondato da due rami di quercia e di alloro annodati da un nastro dai colori nazionali, il tutto sormontato da una corona con nove torri. R.D. del 14 ottobre 1937 |                        |
|                                                                                  | Visciano Gonfalone: drappo partito di giallo e di azzurro… |                        |
|                                                                                  | Volla Di verde, allo zampillo d'argento, formante uno specchio di acqua fluttuoso dello stesso; lo zampillo uscente dalla cima di un colle al naturale, in punta il tutto sormontato da una spiga di grano d'oro. Ornamenti esteriori da comune. Gonfalone: drappo di verde… |                        |

## Ex comuni
| Stemma                                                    | Ex Comune e blasonatura | Gonfalone e/o bandiera |
| --------------------------------------------------------- | --- | ---------------------- |
| Stemma fino al 1826                                       | Barra (dal 2 gennaio 1926 annesso alla Città di Napoli) Stemma: Sirena bicauda al naturale posta in maestà, coronata di oro, uscente dal mare al naturale su oro (…) Gonfalone: … (…) Bandiera: … (…) | …                      |
| …                                                         | Chiaiano (dal 1925 annesso al Comune di Chiaiano ed Uniti) Stemma: … (…) Gonfalone: … (…) Bandiera: … (…) | …                      |
| …                                                         | Chiaiano ed Uniti (Chiaiano + Marianella + Miano) (dal 4 luglio 1926 annesso alla Città di Napoli) Stemma: … (…) Gonfalone: … (…) Bandiera: … (…) | …                      |
| …                                                         | Marianella (dal 1925 annesso al Comune di Chiaiano ed Uniti) Stemma: … (…) Gonfalone: … (…) Bandiera: … (…) | …                      |
| …                                                         | Miano (dal 1925 annesso al Comune di Chiaiano ed Uniti) Stemma: … (…) Gonfalone: … (…) Bandiera: … (…) | …                      |
| …                                                         | Pianura (dal 4 luglio 1926 annesso alla Città di Napoli) Stemma: … (…) Gonfalone: … (…) Bandiera: … (…) | …                      |
| …                                                         | Piscinola (dal 1º gennaio 1866 annesso alla Città di Napoli) Stemma: … (…) Gonfalone: … (…) Bandiera: … (…) | …                      |
| …                                                         | Ponticelli (dal 2 gennaio 1926 annesso alla Città di Napoli) Stemma: … (…) Gonfalone: … (…) Bandiera: … (…) | …                      |
| Stemma nel 1813 fino al 1877 Stemma dal 1877 fino al 1925 | San Giovanni a Teduccio (dal 2 gennaio 1926 annesso alla Città di Napoli) Stemma: Pianura con 3 monti al naturale, sul tutto tre corone ducali d'oro, poste due sopra ed una sotto (…) Stemma: Di verde, a tre corone ducali d'oro, poste due sopra ed una sotto (R.D. del 17 maggio 1877) Gonfalone: … (…) Bandiera: … (…) | …                      |
| Stemma fino al 1926                                       | San Pietro a Patierno (dal 2 gennaio 1926 annesso alla Città di Napoli) Stemma: Lo stemma "alza" (termine tecnico araldico per "mostra") le classiche insegne pontificie in campo rosso: allusive alla figura del patrono San Pietro, apostolo e primo papa, che da anche il nome al paese, opportunamente differenziate per distinguerle da quelle (pressoché identiche) dello Stato della Città del Vaticano (mancano, ad esempio, le infule della tiara e, in alcuni sigilli, le chiavi hanno l'ingegno rivolto all'ingiù) (…) Gonfalone: … (…) Bandiera: … (…) | …                      |
| …                                                         | Secondigliano (dal 4 luglio 1926 annesso alla Città di Napoli) Stemma: 3 monti all'italiana sormontati da un albero il tutto al naturale, in capo 3 stelle a 12 punte d'oro (…) Gonfalone: … (…) Bandiera: … (…) | …                      |
| Stemma fino al 1926                                       | Soccavo (dal 4 luglio 1926 annesso alla Città di Napoli) Stemma: Collina dei Camaldoli con la sottostante cava di piperno e la strada di collegamento al nucleo abitativo di Soccavo, il tutto al naturale, nel cielo d'azzurro una stella ad 8 punte d'oro (…) Gonfalone: … (…) Bandiera: … (…) | …                      |